# Alfred John Tattersall
Alfred James Tattersall (1861 nebo 29. března 1866 Auckland – 25. listopadu 1951 Samoa) byl novozélandský fotograf, který prožil většinu života na ostrově Samoa a vytvořil významnou sbírku snímků tohoto tichomořského ostrova a jeho obyvatel z doby koloniální.

## Životopis
Tattersall se narodil v Aucklandu 29. března 1866. V roce 1886 se přestěhoval na ostrov Samoa, kde pracoval jako asistent v ateliéru Johna Davise. Když Davis v roce 1893 zemřel, Tattersall převzal jeho studio a sbírku negativů. Pokračoval v životě na ostrově od roku 1886 do roku 1951, včetně nestálé éry, když Británie, Německo a Spojené státy soupeřily o kontrolu nad Samojskými ostrovy. Mnoho z jeho fotografií je významných v historii ostrovního státu a pokrývá období, jako je německá Samoa (1900–1914), po níž následuje správa země pod Novým Zélandem, která zaznamenala vzestup nezávislosti Mauova hnutí.
Tattersall odešel na Samojské ostrovy v roce 1886, aby byl asistentem fotografického studia britského fotografa Johna Davise. To byla éra koloniální fotografie v jižním Pacifiku, kdy tropické krajiny a domorodé obyvatelstvo zajišťovalo „nepřetržitou fascinaci“ pro zahraniční fotografy.
V roce 1891, další Novozélanďan, Thomas Andrew se spojil s Davisem a Tattersallem. Ve stejném roce se Tattersall oženil s Blanche Yandall. V roce 1903, když Davis umřel, Tattersall převzal obchod. Pohlednice byly populární součástí jeho podnikání, které distribuovalo obrazy po celém světě. Kromě významných historických událostí fotografoval Tattersall také stovky krajinných scenérií a ateliérových portrétů Samoanů představujících tradiční oděv.
V roce 1920 byl Tattersall jmenován jedním ze tří neoficiálních členů nové Legislativní rady západní Samoa. Zpochybnil volby 1926, ale byl neúspěšný.
Zemřel v západní Samoa 25. listopadu 1951 ve věku 85 let.

## Galerie

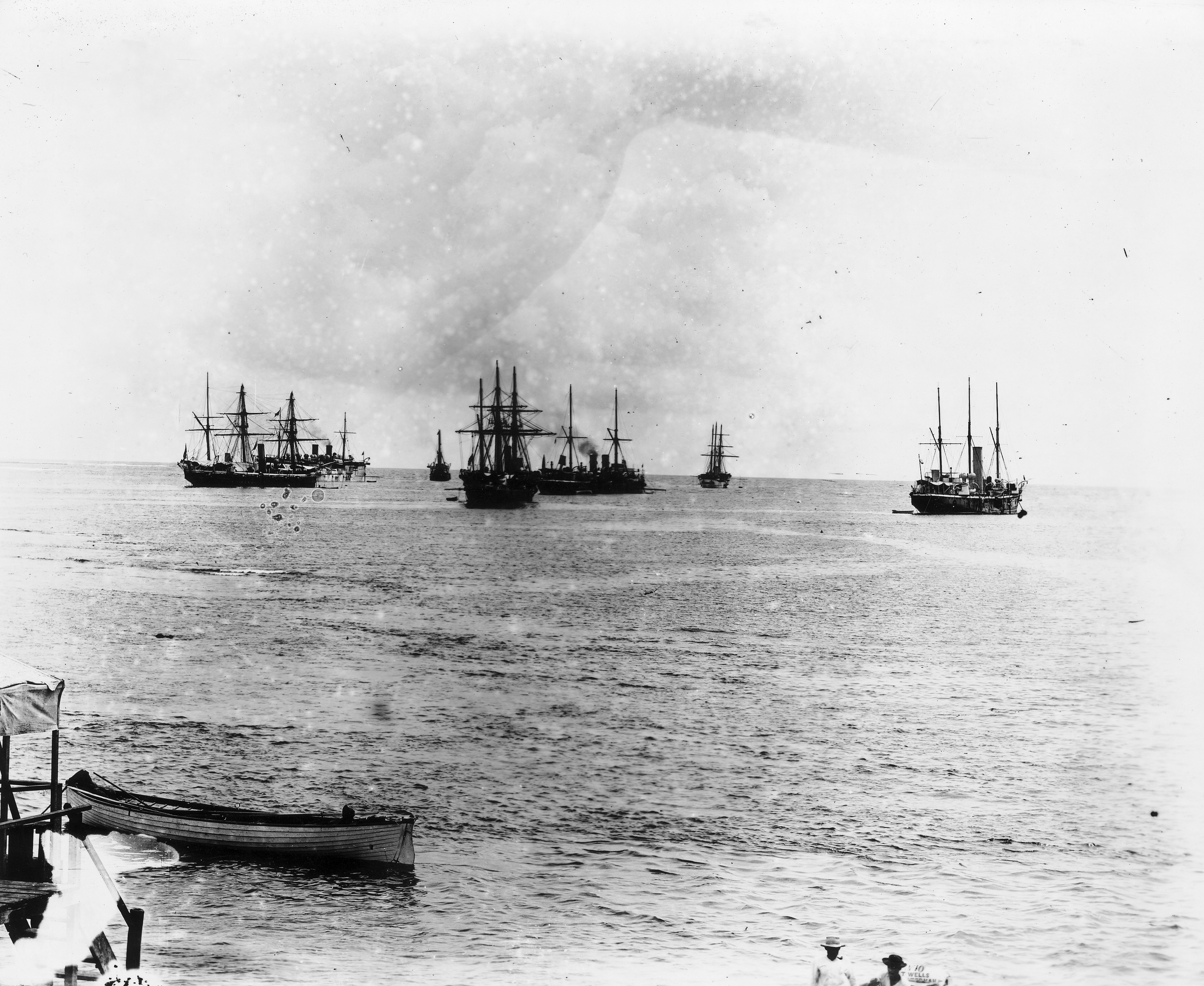
Německé, britské a americké válečné lodě v přístavu Apia, 1899
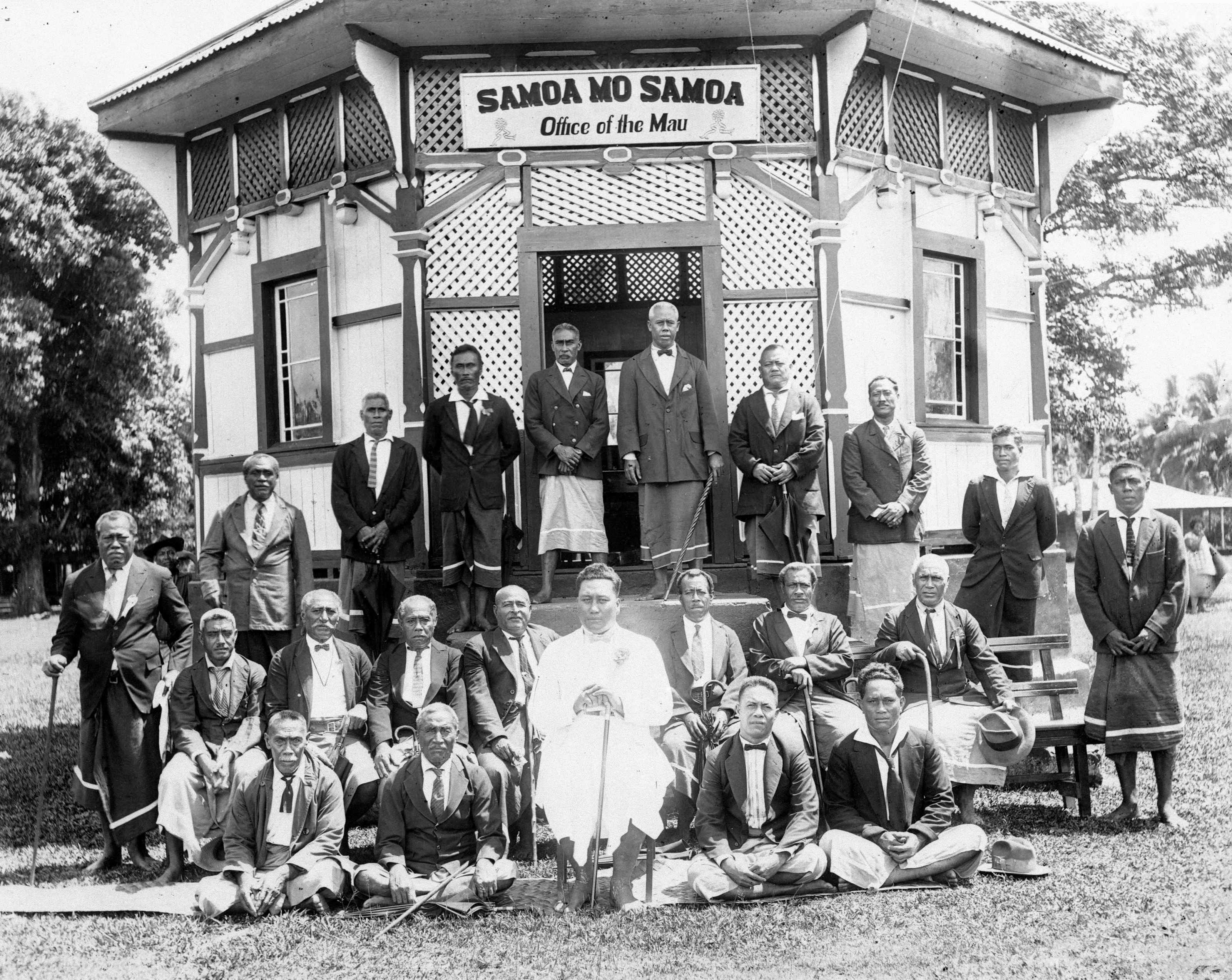
Vedoucí hnutí Mau a Tupua Tamasese Lealofi III před osmiúhelníkovou kanceláří Maua, 1929
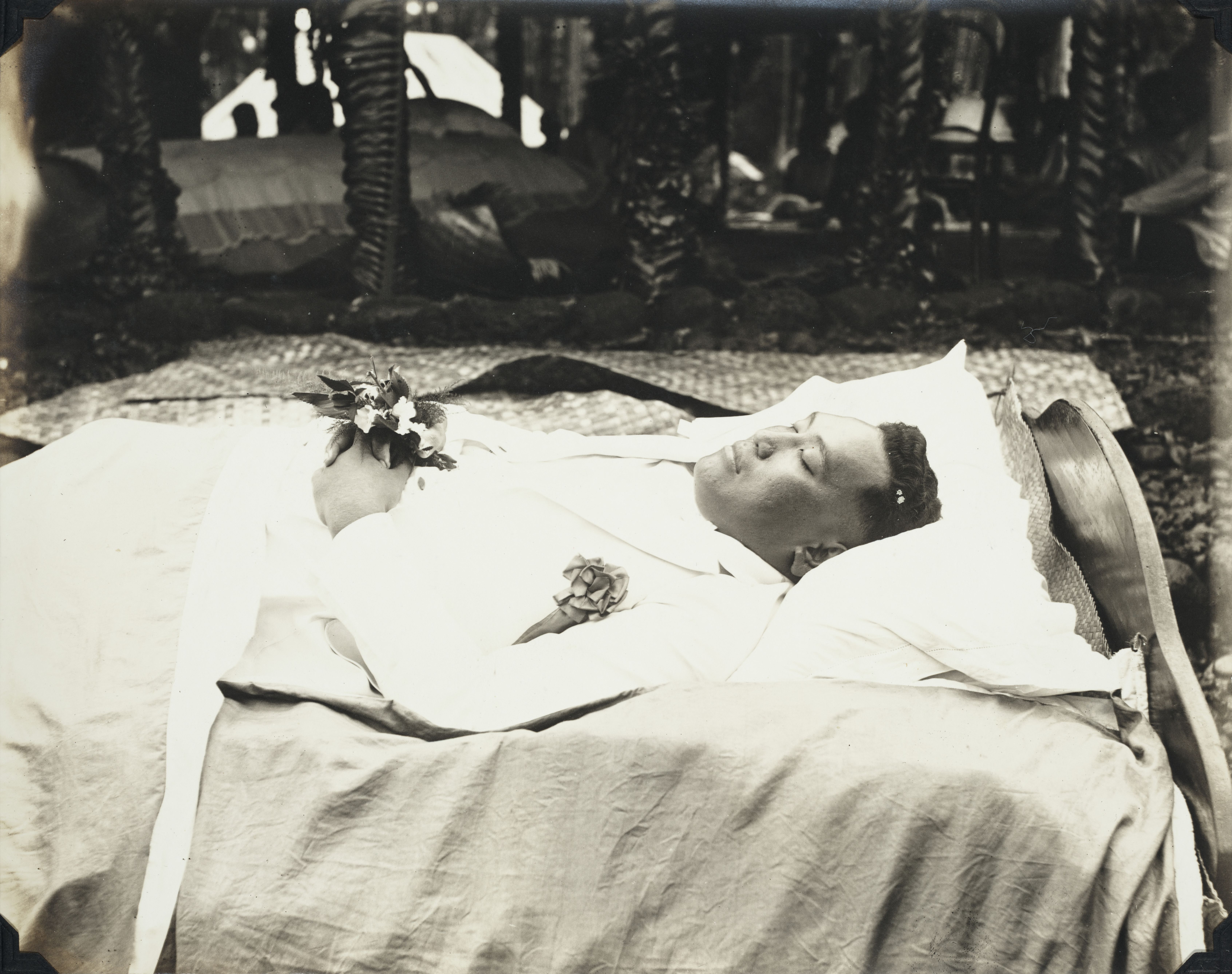
Smrt Tupua Tamasese Lealofiho III
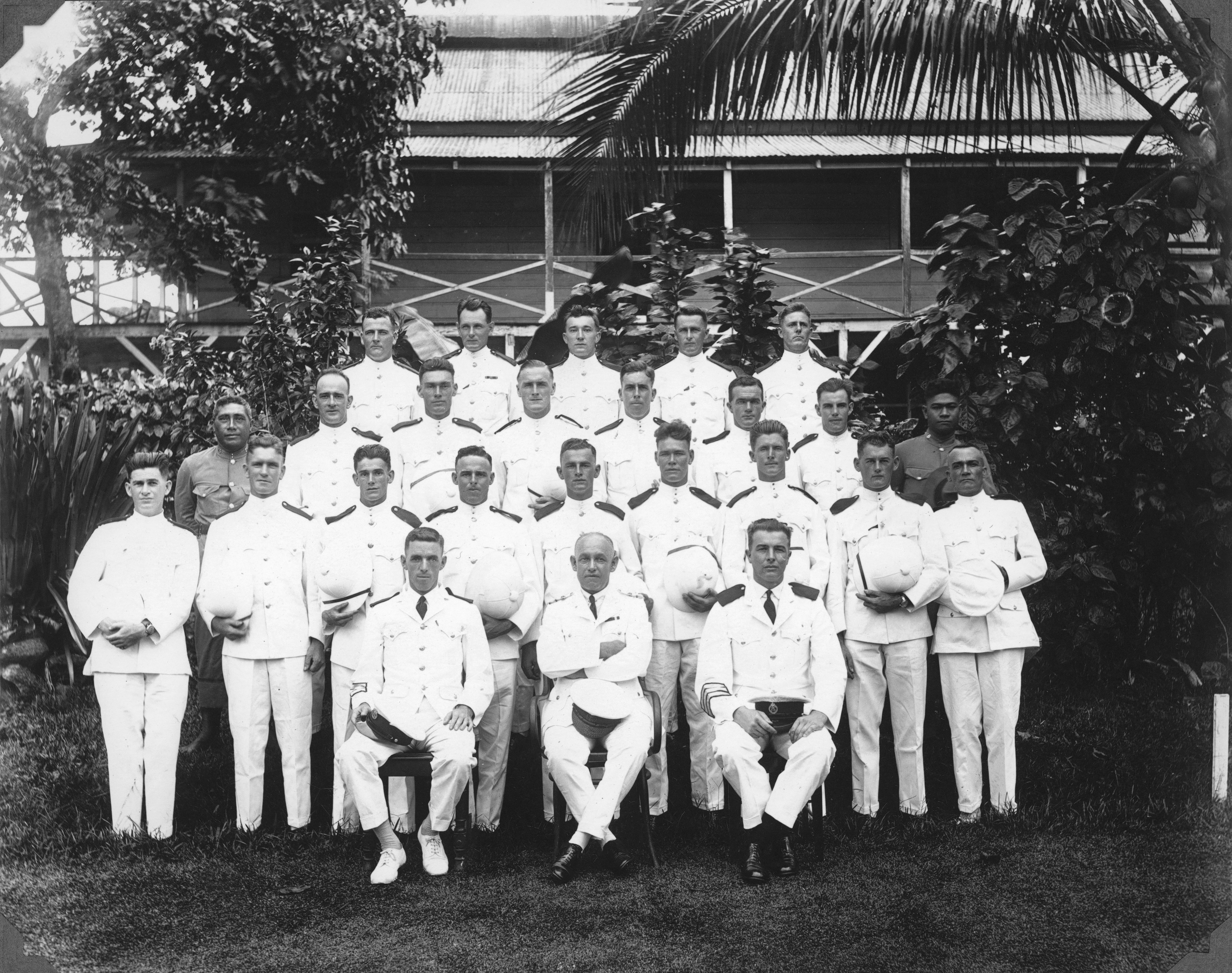
Novozélandská policie v Samoa, 1930
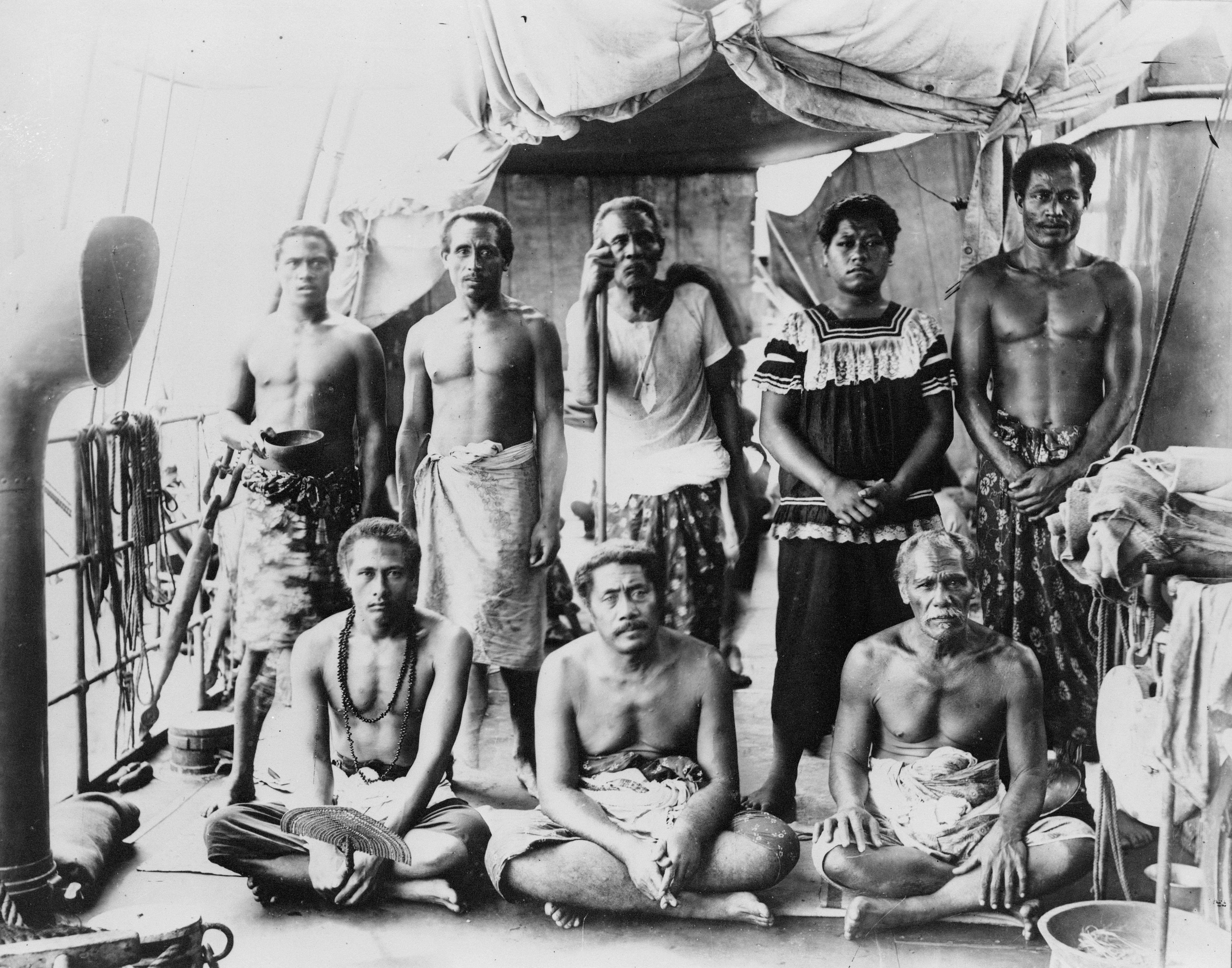
Samoanští vyhnanci na palubě německé válečné lodi, která je odvezla do Saipanu, včetně Lauaki Namulauulu Mamoe, 1909
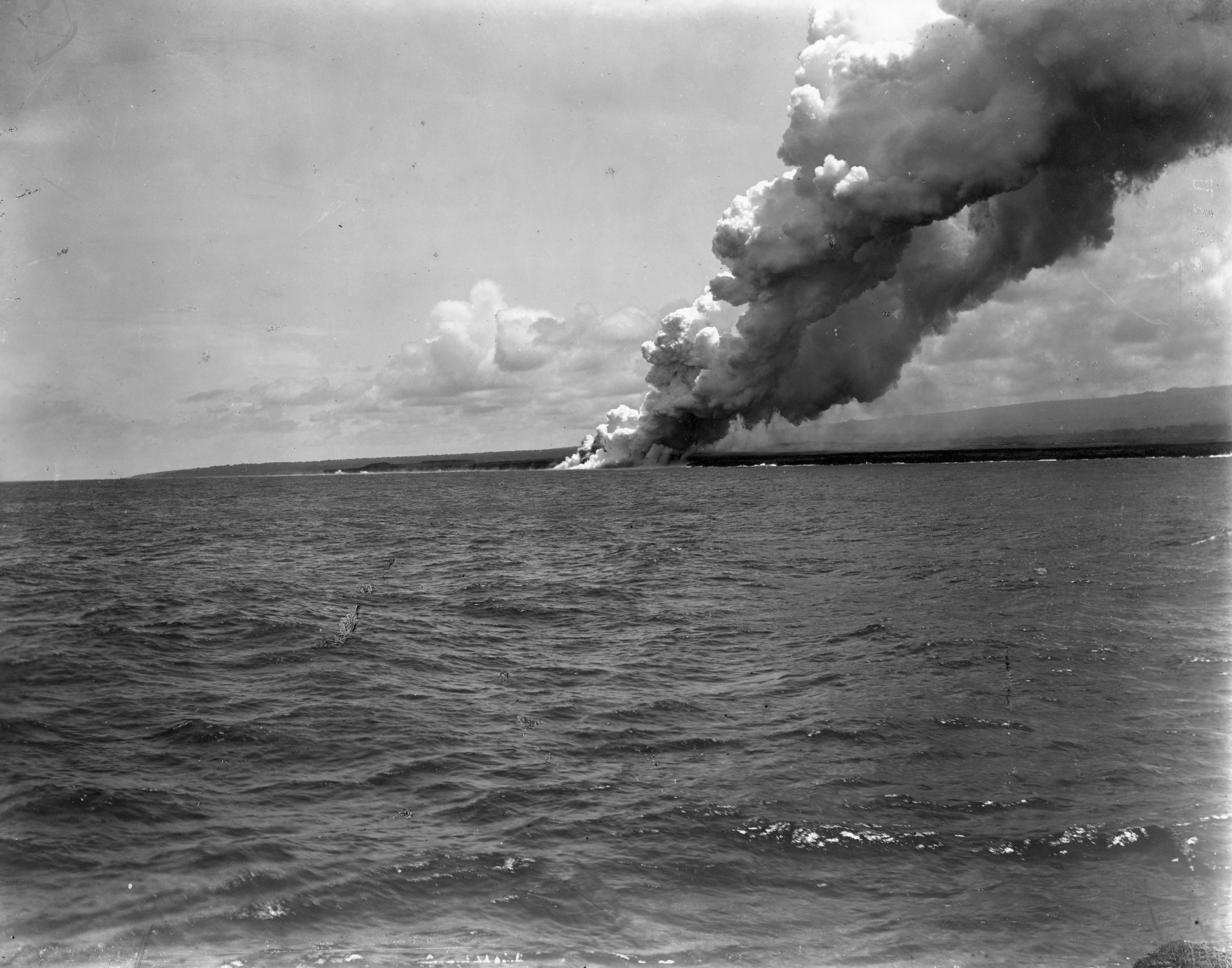
Sopečná erupce Mt Matavanu na Savai'i, 1905
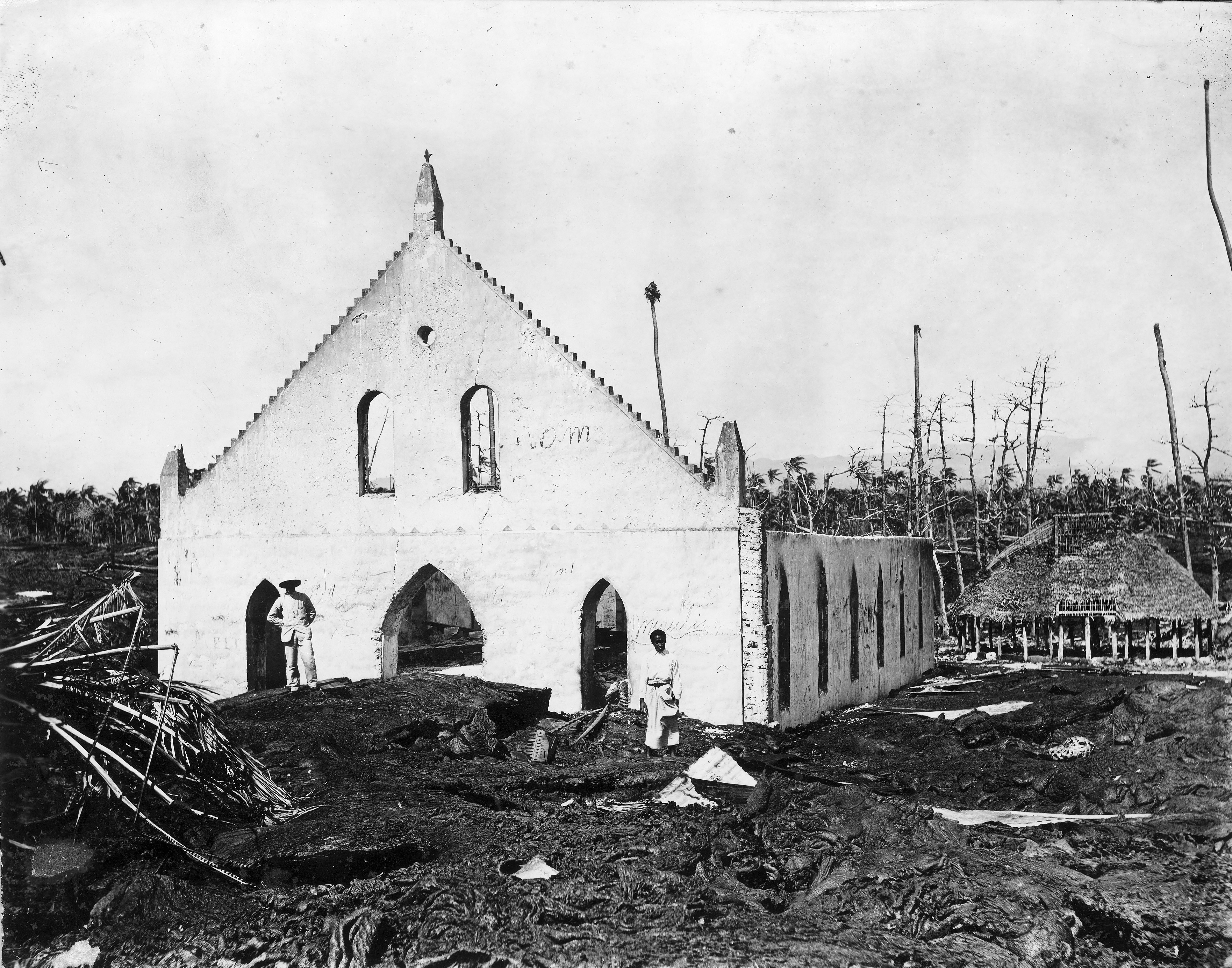
Kostel poškozený lávou na Savai'i, 1905
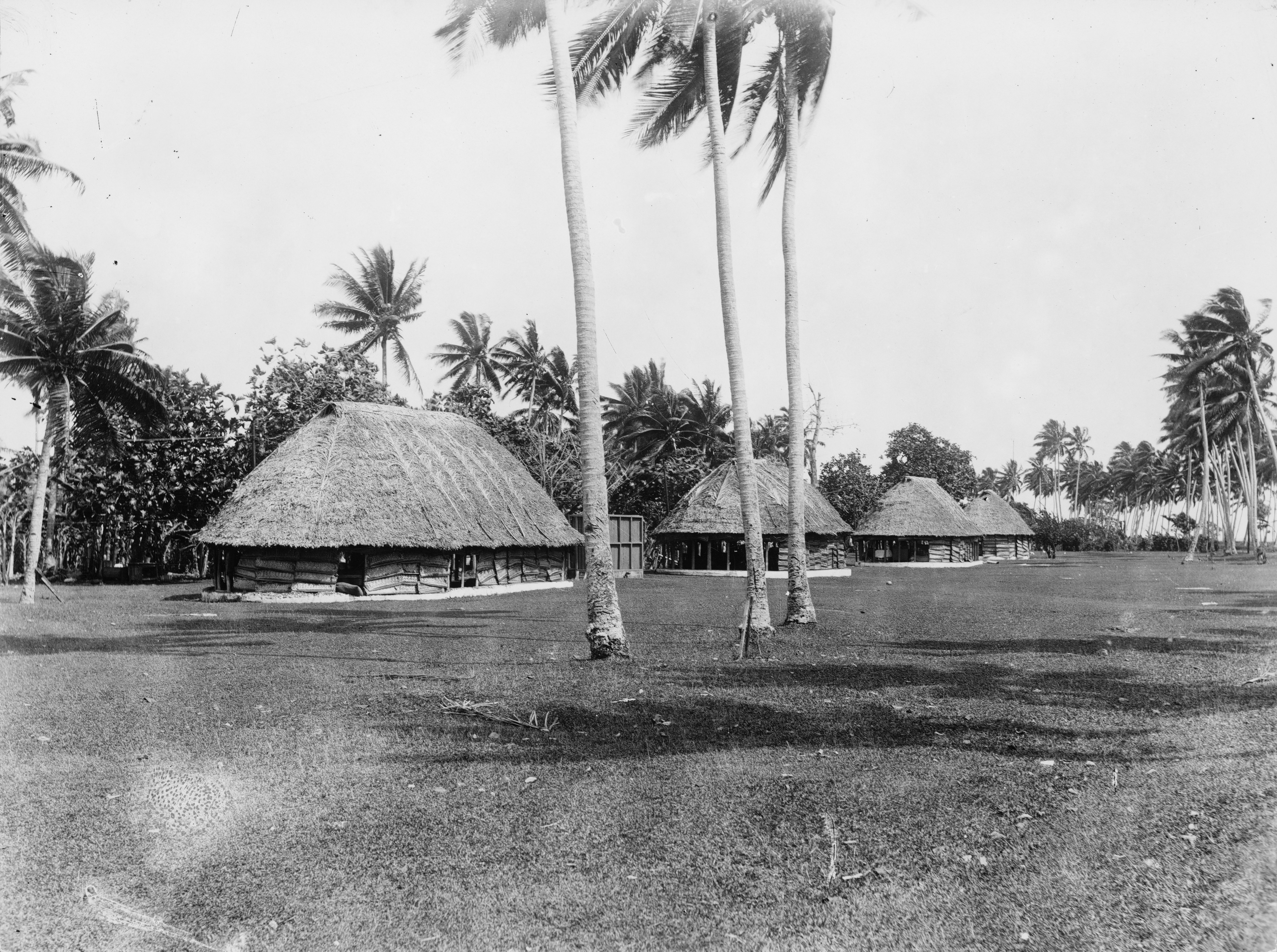
Architektura Samoa, tradiční (falešné) domy v Mulinu'u, asi 1900